# Пижон, Феликс
Феликс Пижон (фр. Félix Pigeon; род. 18 июня 2002 года, в Монтережи, Канада) — польский спортсмен канадского происхождения, специализирующийся в шорт-треке. Бронзовый призёр чемпионата мира, бронзовый призёр чемпионата Европы. Выступает за клуб «Shorttrack Haarlem».

## Спортивная карьера
Феликс Пижон родился в Канаде, где и начал заниматься шорт-треком в возрасте 7-ти лет, после того как посмотрел выступления канадских конькобежцев на зимних Олимпийских играх в Ванкувере. В 2017 году Феликс участвовал на чемпионате Квебека среди юниоров, в декабре 2018 года стал чемпионом Канады среди юниоров в беге на 500 м, а уже в январе 2019 года дебютировал на домашнем чемпионате мира среди юниоров в Монреале. Через год участвовал на зимних юношеских Олимпийских играх в Лозанне, где занял лучшее 4-е место в смешанной эстафете.
В мае 2021 года он пропустил квалификацию, чтобы попасть в национальную команду. Затем его пригласили тренироваться с женской национальной командой на следующий сезон, что было частым шагом в команде. Однако весной 2022 года его вновь не взяли в сборную и он подумывал о том, чтобы перестать кататься на коньках. Летом с ним связался французский тренер польской сборной Грегори Дюран и пригласил его тренироваться в Польше. Первоначально Феликс рассматривал эту возможность как подготовка для возвращения в Канаду и попасть в национальную сборную, но в конце концов остался в Польше.
Из-за правил Международного союза конькобежцев (ISU) он не смог принять участие в соревнованиях в свой первый год в составе Польши. В октябре 2023 года Феликс дебютировал за Польшу на этапе Кубка мира в Монреале. В январе 2024 года на чемпионате Европы в Гданьске завоевал бронзовую медаль в мужской эстафете, а в марте завоевал бронзовую медаль в мужской эстафете на чемпионате мира в Роттердаме. На дистанциях 1000 м и 1500 м занял 20-е места.